# Kilvaxter
Kilvaxter ist eine Croftersiedlung auf der schottischen Isle of Skye in der Council Area Highland. Der gälische Name kann in etwa mit Kirche von Bacastar übersetzt werden. Sie gehört zur Civil Parish Kilmuir und hatte beim Zensus 2011 etwa 250 Einwohner. 
Frühe Namensformen sind im Jahr 1561 Keilbakstar sowie 1630 und 1654 Kilvakisa. 1878 bestand die Ansiedlung aus insgesamt 41 überdachten Gebäuden und besaß eine Schule, eine Kirche und einen Inn. 1966 war die Zahl der Gebäude auf 31 gesunken. Verkehrlich kann Kilvaxter über die A855 erreicht werden, über die Verbindungen mit dem Fährhafen in Uig und der Inselhauptstadt Portree möglich sind.
Im Jahr 2000 wurde in Kilvaxter das eisenzeitliche Souterrain von Kilvaxter entdeckt. Es wurde archäologisch untersucht und ist öffentlich zugänglich.